# Kobra (rijeka)
Kobra (rus. Кобра) — rijeka u europskom dijelu Rusije, protječe u republici Komi i Kirovskoj oblasti, desni pritok rijeke Vjatke.

## Opis
Duljine 324 km i površine porječja 7.810 km². Protječe kroz pobrđe Sjeverni Uvaly. Glavni je pritok rijeke Vjatke, utječe u nju u gornjem dijelu toka na 921 r. km od ušća. Njezino porječje uključuje vrlo razvijenu mrežu pritoka, od kojih su mnoge, pak, prilično velike rijeke (Fjodorovka, Soz, Suran, Pašnjak, itd.). Sve rijeke porječja Kobre, velike i male, imaju široke doline i visoke te strme odronjene obale. Korito rijeke se nalazi između pješčanih i glinenastih lako erodirajućih depozita. Ono je vrlo zavojito. Širina Kobre u gornjem toku je ne više od 30 metara, u srednjem toku 30–40 i donjem toku — 80–85 m. Kobra je tipična šumska nizinska rijeka, sa slabim padom i sporim tokom.
Brzina strujanja na plićacima je do 2 km/h, na dubokovodnom dijelu - 0,5 km/h. U donjem dijelu toka susreću se pješčani sprudovi, i livade. U gornjem toku rijeke sada nema naselja, ali nekad su ovdje za sigurno bila. Ispod ušća glavnog pritoka Fjodorovke, 70 r. km od ušća, protok rijeke je brži, do ušća odavde idu brodovi. Dubina rijeke na dubokovodnom dijelu je 1,5–3 m, na plićacima - 0,2–0,5 m.
Plovna je do Sinegorja 90 km — do 170 km za visokih voda.
Podrijetlo vode je uglavnom od snježnih oborina. Prosječni godišnji istjek vode u selu Verhnij Terjuhan je 55,8 m³/s. Rijeka zamrzava u listopadu i studenom, a odmrzava u travnju.

## Pritoci Kobre

### Lijevi pritoci
Kyz, Dum, Pašnjak, Soz, Talažanka, Černaja Reka, Holunaja, Boljšaja Svetlica, Peskovka, Maslenaja, Piksur

### Desni pritoci
Jazevka, Suran, Bad'ja, Sarga, Dolgaja, Orlecovka, Narogovka, Fjodorovka, Simanovka, Černuška, Darovka

## Naselja
Najvažnija naselja: Kobra, Krasnorečenskij, Sinegorje, Kobercy i Nagorsk.